# Hántu-Dor-Dong
Hántu-Dor-Dong är en vampyr inom indiska skräckhistorier och mytologi. Hántu-Dor-Dong var av den lägsta kasten och fick nöja sig med att suga blod från råttor och vildsvin.